# Zhang Ling (escriptora)
Zhang Ling (xinès simplificat: 张翎)  (1957) és una audiòloga i escriptora xinesa que viu a Toronto (Canadà).

## Biografia
Zhang Ling va néixer l'any 1957 a Hangzhou, capital de la província de Zhejiang (Xina) però la seva família es va traslladar a Wenzhou i aquí és on va passar tota la seva infantesa. Després de graduar-se a l'institut, va marxar per continuar estudiant anglès a Xangai, a la Universitat Fudan on es va graduar el 1983.
Va treballar com a traductora d'anglès a l'Institut de Planificació i Disseny del Ministeri d'Indústria del Carbó. El 1986 va anar a estudiar al Canadà i va obtenir un màster en literatura anglesa i un màster en rehabilitació auditiva per la Universitat de Calgary al Canadà i la Universitat de Cincinnati als Estats Units.
Segons va declarar en una entrevista feta al portal xinès "Economic Observer" el 10 d'agost de 2020, sempre ha estat molt interessada per la cultura occidental especialment la francesa.:
" He viatjat a molts llocs del món, i París sempre és el lloc més proper al meu temperament espiritual. Em refereixo al París de la primera meitat del segle xx. Era el París d'Hemingway, Fitzgerald, Henry Miller i Picasso" ". He estat moltes vegades als cementiris de París, sobretot el Lachaise".

### Carrera literària
Compagina la seva activitat com experta en audiologia al Canadà amb l'escriptura. Va començar a escriure a mitjans dels anys noranta. La seva primera obra es va publicar l'any 1998, es tracta d'una novel·la obertament autobiogràfica: Wàngyuè (望月), (Lluna plena). El 2004, Zhang va canviar lleugerament l'estil amb la novel·la Yóugòu xīnniáng (邮购 新娘), és la història d'una jove birmana que un nord-americà la porta a casa per casar-se amb ella després d'haver-la escollit en una agència matrimonial.
El seu llibre més autobiogràfic és la seva quarta novel·la: "La muntanya d'or" (Jinshan 《金山》), publicada a Pequín l'any 2009, que va guanyar el primer Premi Zhongshan de literatura xinesa que atorga la ciutat de Canton als autors que viuen. a l'estranger (“中山 杯” 华侨 文学 奖)..
El seu relat The Aftershock (余震) basat en el Terratrèmol de Tangshan de 1976,va ser adaptat al cinema pel director Feng Xiaogang i va ser la primera pel·lícula (Afthershok) filmada en format IMAX a la Xina i protagonitzada entre altres per Zhang Zifeng, Ha guanyat molts premis, com a la millor pel·lícula al Festival de cinema d'Àsia Pacífic i la millor pel·lícula al premi Cent flors a la Xina.
El 2019 va tornar a col·laborar amb Feng Xiaogang com a guionista de la pel·lícula "Only Cloud Knows"(只有芸知道).

### Premis
- Best novel in China (2017) - 张翎《劳燕》获2017《当代》长篇小说论坛年度最佳 ,
- Grand Prize, Overseas Chinese Literary Awards (2014) – 华侨华人文学奖评委会大奖[6]
- Special Achievement Award for Overseas Chinese Writer, Chinese Association of Fiction (2010) – 中国小说学会海外作家特别奖"
- The People's Literature Award in China (2006)

## Obres destacades

### Novel·les
- 2017: A Single Swallow – 《劳燕》
- 2016: The Sands of Time – 《流年物语》
- 2014: Contractions – 《阵痛》
- 2013: Tangshan Earthquake –《 唐山大地震》
- 2011: Sleep, Flo, Sleep –《睡吧，芙洛，睡吧》
- 2009: Gold Mountain Blues – 《金山》
- 2004: Mail-Order Bride – 《邮购新娘》
- 2001: Beyond the Ocean – 《交错的彼岸》
- 1998: Sisters from Shanghai –《 望月》

### Contes
- 2013: A Summer's Tale (一个夏天的故事)
- 2012: The Songs of Love (恋曲三重奏)
- 2012: The Darkest Night in Life (生命中最黑暗的夜晚)
- 2011: A Woman at Forty (女人四十)
- 2010: The Aftershock (余震)
- 2006: Yan's Journey Home (雁过澡溪)
- 2005: Blind Date (盲约)
- 2004: The World of Flesh (尘世)